# 彭坊乡
彭坊乡，是中华人民共和国江西省吉安市安福县下辖的一个乡镇级行政单位。

## 行政区划
彭坊乡下辖以下地区：
洋陂村、任头村、彭坊村、坳云村、南溪村、由路村、理坊村、寄岭村和陈山村。